# Moure (Vila Verde)
Moure es una freguesia portuguesa del concelho de Vila Verde, con 4,67 km² de superficie y 1.593 habitantes (2001). Su densidad de población es de 341,1 hab/km².